# Wendelin Lídia
Wendelin Lídia (Ferenczy Endréné) (Sátoraljaújhely, 1933. március 6. – 2024. július 19.) magyar könyvtáros, bibliográfus, professzor emerita. Fia, Ferenczy György (1960–) kémikus.

## Életpályája
Egyetemi tanulmányait az Eötvös Loránd Tudományegyetem Bölcsészettudományi Kar könyvtár szakán kezdte; mellékszakként felvette a kínai nyelvet; ezzel együtt 1955-ben fejezte be tanulmányait. 1955-ben az egyetemi gyakorlatát az Országos Széchényi Könyvtárban töltötte. Könyvtárosi oklevelét 1956. júliusában szerezte meg. 1956–1995 között az Országos Széchényi Könyvtár Bibliográfiai Osztályának munkatársa volt. 1958–1962 között az Olvasószolgálati és Tájékoztató Osztályon tevékenykedett. 1962–1973 között a Gyarapítási Osztály belföldi csoportjának munkatársa volt, ahol 1965-től csoportvezetőként dolgozott. 1973–1982 között az  I. főosztály vezetője. 1981-től a II. főosztály irányítója is volt. 1982–1988 között az I. Gyűjteményi Főosztály vezetője volt. 1988-tól Gyűjteményfejlesztési igazgatóként főigazgatói tanácsadóként tevékenykedett. 1990–2002 között egyetemi adjunktusként az Eötvös Loránd Tudományegyetem Könyvtártudományi Tanszékének mellékfoglalkozású munkatársa volt. 1995-ben nyugdíjba vonult. 2007-ig az Eötvös Loránd Tudományegyetem Tanárképző Főiskolai Kar Könyvtár Tanszékén oktatott.
Temetése a Farkasréti temetőben történt.

## Díjai
- Szabó Ervin-emlékérem (1979)
- Széchényi Ferenc-díj (1991)
- A Magyar Köztársasági Érdemrend kiskeresztje (1994)
- Bibliothecaria Emerita (2016)[3][4]
- A Magyar Érdemrend tisztikeresztje (posztumusz, 2024)